# Blinda

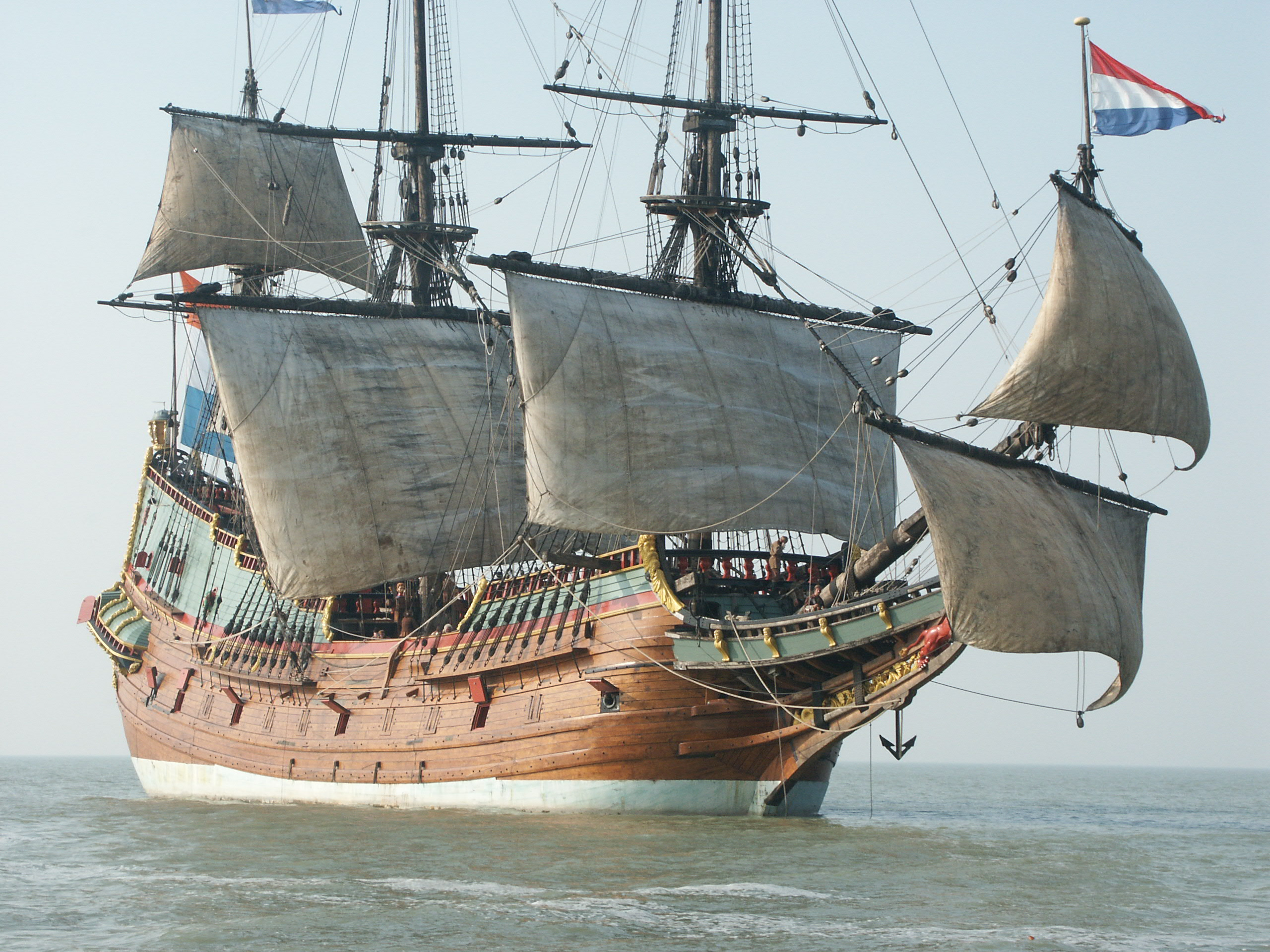
Replika lodi Batavia nesoucí dvě blindy – jednu pod čelenem na ráhnu, druhou nad čelenem na pomocném stěžni, bovenu

Blinda je obdélníková plachta, připevňovaná na ráhno, upevněné na čelen, případně na pomocný stěžeň – boven nad čelenem. Tvořila součást takeláže mnoha typů plachetních lodí v 17. a 18. století. Typickou byla například v takeláži galeon. Na konci 18. století byla postupně vytlačena trojúhelníkovými kosatkami.